# Lista odcinków serialu Californication
Poniżej znajduje się lista odcinków serialu telewizyjnego  Californication – emitowanego przez amerykańską stację telewizyjną  Showtime od 13 sierpnia 2007 roku. W Polsce serial jest emitowany od 6 listopada 2007 roku przez HBO Polska, Comedy Central, TVN, TVN 7, Universal Channel oraz nSeriale.

## Przegląd sezonów
| Sezon | Sezon | Odcinki | Oryginalna emisja | Oryginalna emisja    | Oryginalna emisja | Oryginalna emisja | Wydanie DVD       | Wydanie DVD      |
| Sezon | Sezon | Odcinki | Premiera          | Finał                | Premiera          | Finał             | Stany Zjednoczone | Polska           |
| ----- | ----- | ------- | ----------------- | -------------------- | ----------------- | ----------------- | ----------------- | ---------------- |
|       | 1     | 12      | 13 sierpnia 2007  | 29 października 2007 | 6 listopada 2007  | 29 stycznia 2008  | 17 czerwca 2008   | 27 lipca 2010    |
|       | 2     | 12      | 28 września 2008  | 14 grudnia 2008      | 6 stycznia 2009   | 24 marca 2009     | 29 sierpnia 2009  | 7 września 2010  |
|       | 3     | 12      | 27 sierpnia 2009  | 13 grudnia 2009      | 1 stycznia 2010   | 19 marca 2010     | 9 listopada 2010  | 7 grudnia 2010   |
|       | 4     | 12      | 9 stycznia 2011   | 27 marca 2011        | 22 kwietnia 2011  | 27 maja 2011      | 1 listopada 2011  | 28 września 2012 |
|       | 5     | 12      | 8 stycznia 2012   | 1 kwietnia 2012      | 12 marca 2012     | 28 maja 2012      | 18 grudnia 2012   | 6 marca 2013     |
|       | 6     | 12      | 13 stycznia 2013  | 7 kwietnia 2013      | 1 kwietnia 2013   | 17 czerwca 2013   | 25 marca 2014     | 16 kwietnia 2014 |
|       | 7     | 12      | 13 kwietnia 2014  | 29 czerwca 2014      | 30 czerwca 2014   | 20 września 2014  | 5 sierpnia 2014   | N/A              |

### Sezon 1 (2007)
| Nr | #  | Tytuł                                | Reżyseria        | Scenariusz                  | Premiera Showtime    | Premiera HBO Polska |
| -- | -- | ------------------------------------ | ---------------- | --------------------------- | -------------------- | ------------------- |
| 1  | 1  | Pilot                                | Stephen Hopkins  | Tom Kapinos                 | 13 sierpnia 2007     | 6 listopada 2007    |
| 2  | 2  | Hell-A Woman                         | Stephen Hopkins  | Tom Kapinos                 | 20 sierpnia 2007     | 13 listopada 2007   |
| 3  | 3  | The Whore of Babylon                 | Stephen Hopkins  | Tom Kapinos                 | 27 sierpnia 2007     | 20 listopada 2007   |
| 4  | 4  | Fear and Loathing at the Fundraiser  | Michael Lembeck  | Daisy Gardner               | 3 września 2007      | 27 listopada 2007   |
| 5  | 5  | LOL                                  | Bart Freundlich  | Susan McMartin              | 10 września 2007     | 4 grudnia 2007      |
| 6  | 6  | Absinthe Makes the Heart Grow Fonder | Ken Whittingham  | Tom Kapinos, Eric Weinberg  | 17 września 2007     | 11 grudnia 2007     |
| 7  | 7  | Girls, Interrupted                   | Tucker Gates     | Gina Fattore                | 24 września 2007     | 18 grudnia 2007     |
| 8  | 8  | California Son                       | Scott Winant     | Tom Kapinos                 | 1 października 2007  | 25 grudnia 2007     |
| 9  | 9  | Filthy Lucre                         | Scott Z. Burns   | Ildy Modrovich              | 8 października 2007  | 8 stycznia 2008     |
| 10 | 10 | The Devil's Threesome                | John Dahl        | Tom Kapinos                 | 15 października 2007 | 15 stycznia 2008    |
| 11 | 11 | Turn the Page                        | David Von Ancken | Gina Fattore, Eric Weinberg | 22 października 2007 | 22 stycznia 2008    |
| 12 | 12 | The Last Waltz                       | David Von Ancken | Gina Fattore, Eric Weinberg | 29 października 2007 | 29 stycznia 2008    |

### Sezon 2 (2008)
| Nr | #  | Tytuł                               | Reżyseria        | Scenariusz                 | Premiera Showtime    | Premiera HBO Polska |
| -- | -- | ----------------------------------- | ---------------- | -------------------------- | -------------------- | ------------------- |
| 13 | 1  | Slip of the Tongue                  | Tom Kapinos      | David Duchovny             | 28 września 2008     | 6 stycznia 2009     |
| 14 | 2  | The Great Ashby                     | Tom Kapinos      | David Von Ancken           | 5 października 2008  | 13 stycznia 2009    |
| 15 | 3  | No Way To Treat A Lady              | John Dahl        | Gina Fattore               | 12 października 2008 | 20 stycznia 2009    |
| 16 | 4  | The Raw & the Cooked                | David Von Ancken | Tom Kapinos                | 19 października 2008 | 27 stycznia 2009    |
| 17 | 5  | Vaginatown                          | Ken Whittingham  | Jay Dyer                   | 26 października 2008 | 3 lutego 2009       |
| 18 | 6  | Coke Dick & First Kick              | Michael Lehmann  | Gina Fattore, Gabriel Roth | 2 listopada 2008     | 10 lutego 2009      |
| 19 | 7  | In a Lonely Place                   | Jake Kasdan      | Tom Kapinos                | 9 listopada 2008     | 17 lutego 2009      |
| 20 | 8  | Going Down and Out in Beverly Hills | Danny Duchovny   | Daisy Gardner              | 16 listopada 2008    | 24 lutego 2009      |
| 21 | 9  | La Ronde                            | Adam Bernstein   | Gina Fattore               | 23 listopada 2008    | 3 marca 2009        |
| 22 | 10 | In Utero                            | David Von Ancken | Tom Kapinos                | 30 listopada 2008    | 10 marca 2009       |
| 23 | 11 | Blues From Laurel Canyon            | Michael Lehmann  | Gina Fattore               | 7 grudnia 2008       | 17 marca 2009       |
| 24 | 12 | La Petite Mort                      | Bart Freundlich  | Tom Kapinos                | 14 grudnia 2008      | 24 marca 2009       |

### Sezon 3 (2009)
| Nr | #  | Tytuł                      | Reżyseria                         | Scenariusz    | Premiera Showtime    | Premiera HBO Polska |
| -- | -- | -------------------------- | --------------------------------- | ------------- | -------------------- | ------------------- |
| 25 | 1  | Wish You Were Here         | David Duchovny                    | Tom Kapinos   | 27 września 2009     | 1 stycznia 2010     |
| 26 | 2  | The Land Of Rape And Honey | David Von Ancken, Bart Freundlich | Tom Kapinos   | 4 października 2009  | 8 stycznia 2010     |
| 27 | 3  | Verities & Balderdash      | David Von Ancken                  | Gina Fattore  | 11 października 2009 | 15 stycznia 2010    |
| 28 | 4  | Zoso                       | Bart Freundlich                   | Tom Kapinos   | 18 października 2009 | 22 stycznia 2010    |
| 29 | 5  | Slow Happy Boys            | David von Acken                   | Tom Kapinos   | 25 października 2009 | 29 stycznia 2010    |
| 30 | 6  | Glass Houses               | Michael Lehmann                   | Gina Fattore  | 1 listopada 2009     | 5 lutego 2010       |
| 31 | 7  | So Here's the Thing...     | John Dahl                         | Daisy Gardner | 8 listopada 2009     | 12 lutego 2010      |
| 32 | 8  | The Apartment              | Adam Bernstein                    | Tom Kapinos   | 15 listopada 2009    | 19 lutego 2010      |
| 33 | 9  | Mr. Bad Example            | John Dahl                         | Tom Kapinos   | 22 listopada 2009    | 26 lutego 2010      |
| 34 | 10 | Dogtown                    | Seith Mann                        | Tom Kapinos   | 29 listopada 2009    | 5 marca 2010        |
| 35 | 11 | Comings & Goings           | David von Ancken                  | Gina Fattore  | 6 grudnia 2009       | 12 marca 2010       |
| 36 | 12 | Mia Culpa                  | Stephen Hopkins                   | Tom Kapinos   | 13 grudnia 2009      | 19 marca 2010       |

### Sezon 4 (2011)
| Nr | #  | Tytuł                   | Reżyseria            | Scenariusz                | Premiera Showtime | Premiera HBO Polska |
| -- | -- | ----------------------- | -------------------- | ------------------------- | ----------------- | ------------------- |
| 37 | 1  | Exile On Main St.       | David Von Ancken     | Tom Kapinos               | 9 stycznia 2011   | 22 kwietnia 2011    |
| 38 | 2  | Suicide Solution        | David Duchovny       | Tom Kapinos               | 16 stycznia 2011  | 22 kwietnia 2011    |
| 39 | 3  | Home Sweet Home         | Adam Bernstein       | Tom Kapinos               | 23 stycznia 2011  | 29 kwietnia 2011    |
| 40 | 4  | Monkey Business         | Bart Freundlich      | Gabe Roth, Matt Patterson | 30 stycznia 2011  | 29 kwietnia 2011    |
| 41 | 5  | Freeze-Frame            | Beth McCarthy Miller | Tom Kapinos               | 6 lutego 2011     | 6 maja 2011         |
| 42 | 6  | Lawyers, Guns and Money | John Dahl            | Vanessa Reisen            | 13 lutego 2011    | 6 maja 2011         |
| 43 | 7  | The Recused             | Michael Weaver       | Tom Kapinos               | 20 lutego 2011    | 13 maja 2011        |
| 44 | 8  | Lights. Camera. Asshole | Adam Bernstein       | Tom Kapinos               | 27 lutego 2011    | 13 maja 2011        |
| 45 | 9  | Another Perfect Day     | Michael Lehmann      | Tom Kapinos, Gabe Roth    | 6 marca 2011      | 20 maja 2011        |
| 46 | 10 | The Trial               | Seith Mann           | Tom Kapinos               | 13 marca 2011     | 20 maja 2011        |
| 47 | 11 | The Last Supper         | John Dahl            | Tom Kapinos               | 20 marca 2011     | 27 maja 2011        |
| 48 | 12 | And Justice For All     | Adam Bernstein       | Tom Kapinos               | 27 marca 2011     | 27 maja 2011        |

### Sezon 5 (2012)
| Nr | #  | Tytuł                        | Reżyseria         | Scenariusz  | Premiera Showtime | Premiera HBO Polska |
| -- | -- | ---------------------------- | ----------------- | ----------- | ----------------- | ------------------- |
| 49 | 1  | JFK to LAX                   | John Dahl         | Tom Kapinos | 8 stycznia 2012   | 12 marca 2012       |
| 50 | 2  | The Way of the Fist          | David Duchovny    | Tom Kapinos | 15 stycznia 2012  | 19 marca 2012       |
| 51 | 3  | Boys & Girls                 | Seith Mann        | Tom Kapinos | 22 stycznia 2012  | 26 marca 2012       |
| 52 | 4  | Waiting for the Miracle      | Bart Freundlich   | Tom Kapinos | 29 stycznia 2012  | 2 kwietnia 2012     |
| 53 | 5  | The Ride-Along               | Millicent Shelton | Tom Kapinos | 5 lutego 2012     | 9 kwietnia 2012     |
| 54 | 6  | Love Song                    | Eric Stolz        | Tom Kapinos | 12 lutego 2012    | 16 kwietnia 2012    |
| 55 | 7  | Here I Go Again              | Michael Weaver    | Tom Kapinos | 19 lutego 2012    | 23 kwietnia 2012    |
| 56 | 8  | Raw                          | Bart Freundlich   | Tom Kapinos | 4 marca 2012      | 30 kwietnia 2012    |
| 57 | 9  | At the Movies                | Helen Hunt        | Tom Kapinos | 11 marca 2012     | 7 maja 2012         |
| 58 | 10 | Perverts & Whores            | Bart Freundlich   | Tom Kapinos | 18 marca 2012     | 14 maja 2012        |
| 59 | 11 | The Party                    | Michael Lehmann   | Tom Kapinos | 25 marca 2012     | 21 maja 2012        |
| 60 | 12 | Hell Ain't a Bad Place to Be | Adam Bernstein    | Tom Kapinos | 1 kwietnia 2012   | 28 maja 2012        |

### Sezon 6 (2013)
| Nr | #  | Tytuł                        | Reżyseria        | Scenariusz  | Premiera Showtime | Premiera HBO Polska |
| -- | -- | ---------------------------- | ---------------- | ----------- | ----------------- | ------------------- |
| 61 | 1  | The Unforgiven               | David Duchovny   | Tom Kapinos | 13 stycznia 2013  | 1 kwietnia 2013     |
| 62 | 2  | Quitters                     | John Dahl        | Tom Kapinos | 20 stycznia 2013  | 8 kwietnia 2013     |
| 63 | 3  | Dead Rock Stars              | Adam Bernstein   | Tom Kapinos | 27 stycznia 2013  | 15 kwietnia 2013    |
| 64 | 4  | Hell Bent for Leather        | David Von Ancken | Tom Kapinos | 10 lutego 2013    | 22 kwietnia 2013    |
| 65 | 5  | Rock and a Hard Place        | David Von Ancken | Tom Kapinos | 17 lutego 2013    | 29 kwietnia 2013    |
| 66 | 6  | In the Clouds                | David Von Ancken | Tom Kapinos | 24 lutego 2013    | 6 maja 2013         |
| 67 | 7  | The Dope Show                | Michael Weaver   | Tom Kapinos | 3 marca 2013      | 13 maja 2013        |
| 68 | 8  | Everybody's a Fucking Critic | Seith Mann       | Tom Kapinos | 10 marca 2013     | 20 maja 2013        |
| 69 | 9  | Mad Dogs and Englishmen      | Adam Bernstein   | Tom Kapinos | 17 marca 2013     | 27 maja 2013        |
| 70 | 10 | Blind Faith                  | Adam Bernstein   | Tom Kapinos | 24 marca 2013     | 3 czerwca 2013      |
| 71 | 11 | The Abby                     | Michael Weaver   | Tom Kapinos | 31 marca 2013     | 10 czerwca 2013     |
| 72 | 12 | I'll Lay My Monsters Down    | Stephen Hopkins  | Tom Kapinos | 7 kwietnia 2013   | 17 czerwca 2013     |

### Sezon 7 (2014)
| Nr | #  | Tytuł                  | Reżyseria        | Scenariusz  | Premiera Showtime | Premiera HBO Polska |
| -- | -- | ---------------------- | ---------------- | ----------- | ----------------- | ------------------- |
| 73 | 1  | Levon                  | David Duchovny   | Tom Kapinos | 13 kwietnia 2014  | 30 czerwca 2014     |
| 74 | 2  | Julia                  | Adam Bernstein   | Tom Kapinos | 20 kwietnia 2014  | 12 lipca 2014       |
| 75 | 3  | Like Father Like Son   | Michael Lehmann  | Tom Kapinos | 27 kwietnia 2014  | 19 lipca 2014       |
| 76 | 4  | Dicks                  | David Von Ancken | Tom Kapinos | 4 maja 2014       | 26 lipca 2014       |
| 77 | 5  | Getting the Poison Out | Seith Mann       | Tom Kapinos | 11 maja 2014      | 2 sierpnia 2014     |
| 78 | 6  | Kickoff                | David Von Ancken | Tom Kapinos | 18 maja 2014      | 9 sierpnia 2014     |
| 79 | 7  | Smile                  | John Dahl        | Tom Kapinos | 25 maja 2014      | 16 sierpnia 2014    |
| 80 | 8  | 30 Minutes or Less     | David Von Ancken | Tom Kapinos | 1 czerwca 2014    | 23 sierpnia 2014    |
| 81 | 9  | Faith, Hope, Love      | John Dahl        | Tom Kapinos | 8 czerwca 2014    | 30 sierpnia 2014    |
| 82 | 10 | Dinner with Friends    | Adam Bernstein   | Tom Kapinos | 15 czerwca 2014   | 6 września 2014     |
| 83 | 11 | Daughter               | Michael Lehmann  | Tom Kapinos | 22 czerwca 2014   | 13 września 2014    |
| 84 | 12 | Grace                  | Adam Bernstein   | Tom Kapinos | 29 czerwca 2014   | 20 września 2014    |